# Остаповское
Остаповское (укр. Остапівське) — село,
Андреевский сельский совет,
Покровский район,
Днепропетровская область,
Украина.
Код КОАТУУ — 1224281207. Население по переписи 2001 года составляло 128 человек .

## Географическое положение
Село Остаповское находится на правом берегу реки Гайчур в месте впадения в неё реки Янчур,
выше по течению на расстоянии в 2,5 км расположено село Нечаевка,
ниже по течению на расстоянии в 0,5 км расположено село Андреевка.
Рядом проходит автомобильная дорога Т-0401.

## История
- 1924 — дата основания.